# Punta Lomitas
La Punta Lomitas es una saliente rocosa que se adentra en aguas del océano Pacífico, situada al sur del Perú en la costa de la provincia de Ica, en el departamento de Ica. Destaca por su gran interés ecológico, pues constituye una gran reserva biológica de numerosas especies de fauna terrestre y marina. Por tal motivo, en el 2009 la punta Lomitas quedó protegida por ley dentro de la Reserva nacional Sistema de Islas, Islotes y Puntas Guaneras, una reserva natural que protege y conserva muestras representativas de la diversidad biológica de los ecosistemas marino-costeros del Perú.